# Pont-à-Buot
Pour les articles homonymes, voir Pont (toponyme).
Pont-à-Buot ou Pointe-de-Bute (Point de Bute en anglais) est un village du comté de Westmorland, au sud-est de la province canadienne du Nouveau-Brunswick. Le village a le statut de district de services locaux sous le nom légal de Pointe de Bute. Dans le cadre de la réforme de la gouvernance locale du 1er janvier 2023, le DSL a été annexé à la ville de Tantramar.

## Toponyme
Pont-à-Buot est nommé ainsi en l'honneur de Pierre Buhot, un Acadien qui vivait près d'un pont traversant la rivière Mésagouèche,. Le nom anglais, utilisé généralement en français, est une simple traduction de pointe à Buot, une pointe dans la rivière Mésagouèche nommée en l'honneur de la même personne. Les hypothèses voulant que le nom proviennent de point of Boat (pointe au bateau), en souvenir d'un bac, ou qu'il soit en l'honneur d'un lieu du Pays de Galles sont donc fausses. Le nom connut plusieurs variations, dont : Point de Bute (1755), Pont Buot (1756), Pont de Bute (1816) et Point Debute (1825). Le nom fut standardisé tour à tour en Pont à Buot (1901), Pointe de Bute (1935) puis Point de Bute (1955) mais la variante française, et parfois aussi Pointe de Bute, une traduction de la traduction anglaise, sont encore utilisées, en particulier dans un contexte historique. Le nom officiel du DSL reste Point De Bute.

## Géographie

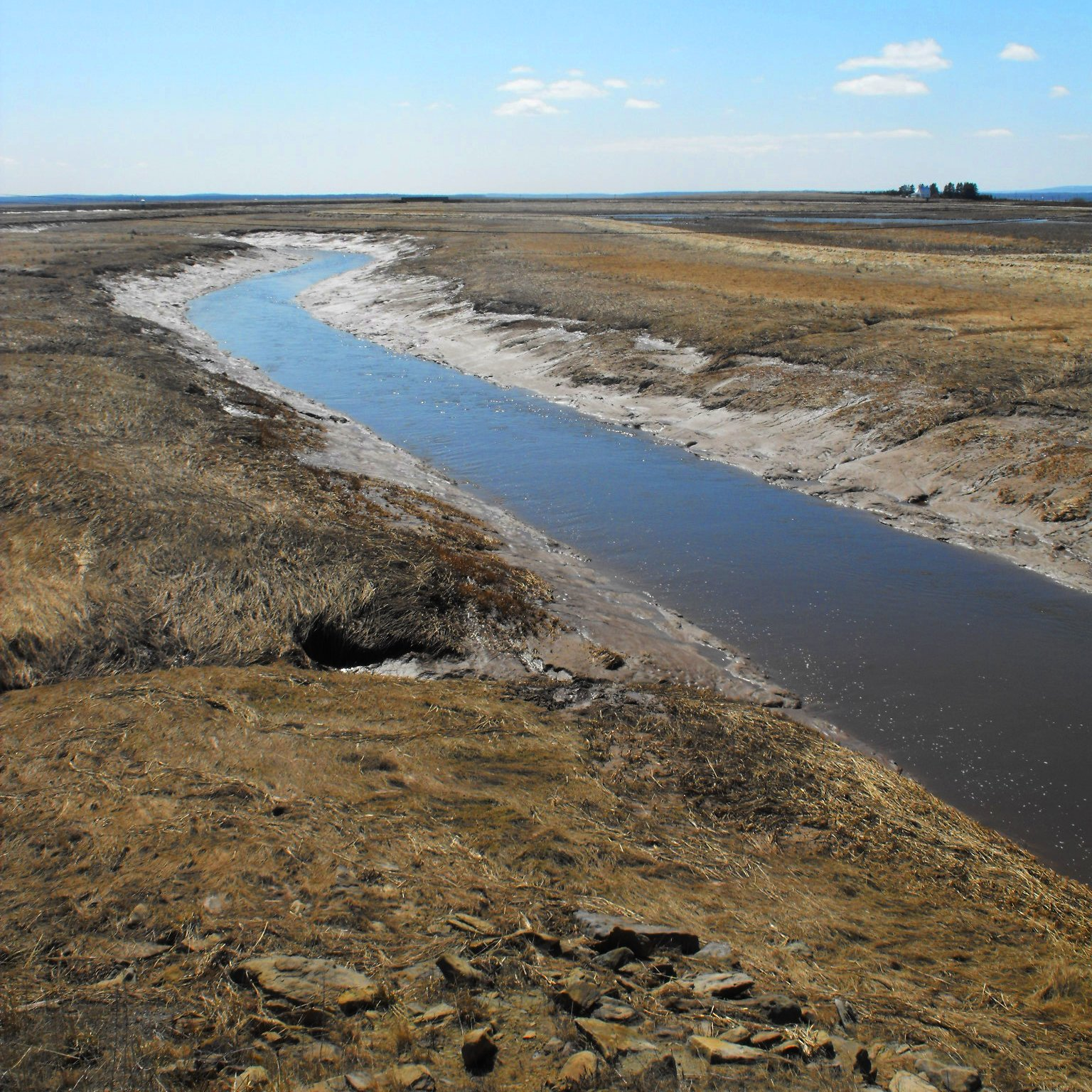
La rivière Mésagouèche à marée basse. La Nouvelle-Écosse est à gauche et le Nouveau-Brunswick à droite.

### Topographie
Pont-à-Buot est situé à 40 kilomètres à vol d'oiseau au sud-est de Moncton, sur l'isthme de Chignectou dans la région de Beaubassin. Le village a une superficie de 80,17 km2.
Au cœur du marais de Tintamarre, Pont-à-Buot s'étend vers l'est à partir du bassin de Cumberland. Sa frontière nord est formée par la rivière Aulac, tandis que la frontière sud est formée de la rivière Mésagouèche. Pont-à-Buot est limitrophe de la paroisse de Sackville au nord, de la communauté d'Aulac à l'ouest, de Baie-Verte à l'est et de la Nouvelle-Écosse au sud. Sackville est situé à courte distance au nord, tandis que Amherst, en Nouvelle-Écosse, se trouve au sud.
Le relief est dominé par la crête d'Aulac du fort Beauséjour (ou du fort Cumberland), dont les principaux sommets sont la butte à Charles, la butte à Mirande (mont Whatley) et la butte à Roger.

### Hydrographie
Le marais de Tintamarre à en grande partie été transformé en terre cultivable par la construction de digue munies d'aboiteaux.

### Hameaux
Le hameau de Fort-Beauséjour est situé près du fort éponyme, au bord du bassin de Cumberland. Le Lac (Aulac en anglais) est situé 1,3 kilomètre et demi au nord, sur la crête du fort Beauséjour, au niveau de l'autoroute. Butte-à-Mirande (Mount Wheatley en anglais) est situé un kilomètre plus au nord, le long de la route 16 sur la butte du même nom. Deux kilomètres et demi au nord s'élève Pont-à-Buot et plus loin Haut-Pont-à-Buot (Upper Point de Bute en anglais). À 800 mètres au nord de la route 16, se trouve Jolicœur (Jolicure en anglais).

## Histoire
Pont-à-Buot est situé dans le territoire historique des Micmacs, plus précisément dans le district de Sigenigteoag, qui comprend l'actuel côte Est du Nouveau-Brunswick, jusqu'à la baie de Fundy.

### Nouvelle-France
Il y avait le fort Beauséjour, la redoute de Pont-à-Buot et un blockhouse à la butte à Roger. Les hameaux de La Coupe et du Lac sont probablement fondés au début du XVIIIe siècle par des gens de Beauséjour.
En 1750, les Français déportent les Acadiens de Beaubassin au nord de la rivière Mésagouèche, dans des villages tels que Pont-à-Buot.

### Bataille de Fort Beauséjour
En 1755, le fort a été pris par l'armée britannique. Des villages comme La Coupe et Le Lac sont détruits.

### Chef-lieu du comté
Mount Whatley est peuplé de colons de la Nouvelle-Angleterre après 1761, en tant que partie du canton de Cumberland. Ces colons sont rejoints par un grand nombre d'immigrants du Yorkshire après 1772. Jolicoeur est repeuplé vers 1770 par des colons de la Nouvelle-Angleterre et du Yorkshire, sur le site des anciens villages Acadiens de Le Lac et de La Coupe.

### De 1801 à nos jours
Le marais subit une inondation en septembre 1800 et une autre en novembre 1865. Le fort Beauséjour est devenu un site historique national en 1926.

## Démographie
D'après le recensement de Statistique Canada, il y avait 567 habitants en 2006, comparativement à 577 en 2001, soit une baisse de 1,7 %. Il y a 261 logements privés, dont 244 occupés par des résidents habituels. Le village a une superficie de 80,17 km2 et une densité de population de 7,1 habitants au kilomètre carré.
| 2001 | 2006 | 2011 |
| ---- | ---- | ---- |
| 577  | 567  | 564  |

## Économie
Entreprise Sud-Est, membre du Réseau Entreprise, a la responsabilité du développement économique.

## Administration
Le fort Beauséjour fut le chef-lieu du comté de Westmorland jusqu'en 1801 avant d'être remplacé par Dorchester.

### Comité consultatif
En tant que district de services locaux, Pont-à-Buot est administré directement par le Ministère des Gouvernements locaux du Nouveau-Brunswick, secondé par un comité consultatif élu composé de cinq membres dont un président.

### Commission de services régionaux
Pont-à-Buot fait partie de la Région 7, une commission de services régionaux (CSR) devant commencer officiellement ses activités le 1er janvier 2013. Contrairement aux municipalités, les DSL sont représentés au conseil par un nombre de représentants proportionnel à leur population et leur assiette fiscale. Ces représentants sont élus par les présidents des DSL mais sont nommés par le gouvernement s'il n'y a pas assez de présidents en fonction. Les services obligatoirement offerts par les CSR sont l'aménagement régional, l'aménagement local dans le cas des DSL, la gestion des déchets solides, la planification des mesures d'urgence ainsi que la collaboration en matière de services de police, la planification et le partage des coûts des infrastructures régionales de sport, de loisirs et de culture; d'autres services pourraient s'ajouter à cette liste.

### Représentation et tendances politiques
Nouveau-Brunswick: Pont-à-Buot fait partie de la circonscription provinciale de Tantramar, qui est représentée à l'Assemblée législative du Nouveau-Brunswick par Megan Mitton, du Parti vert du Nouveau-Brunswick. Elle est élue en 2018.
 Canada: Pont-à-Buot fait partie de la circonscription fédérale de Beauséjour. Cette circonscription est représentée à la Chambre des communes du Canada par Dominic LeBlanc, du Parti libéral.

## Vivre à Pont-à-Buot
La région est l'une des mieux desservies en matière de transport dans la province. En effet, l'autoroute 2 et la route 16 se croisent sur le territoire. La première est le seul véritable lien routier entre la Nouvelle-Écosse et le Nouveau-Brunswick, et la deuxième permet d'accéder à l'Île-du-Prince-Édouard par le pont de la Confédération, un peu plus à l'est.
Le village est également situé entre la gare de Sackville et la gare d'Amherst, situées chacune à environ 8 kilomètres.
Pont-à-Buot possède une caserne de pompiers. Le bureau de poste et le détachement de la Gendarmerie royale du Canada les plus proches sont situés à Sackville.
L'église St. Mark's de Mount Whatley est une église anglicane.
Les anglophones bénéficient des quotidiens Telegraph-Journal, publié à Saint-Jean et Times & Transcript, de Moncton. Ils ont aussi accès à l'hebdomadaire Sackville Tribune-Post, de Sackville. Les francophones bénéficient quant à eux du quotidien L'Acadie nouvelle, publié à Caraquet, ainsi que l'hebdomadaire L'Étoile, de Dieppe.

## Culture et patrimoine
Le principal attrait du village est le fort Beauséjour, situé au Lac (Aulac). La cale sèche de La Coupe est située à Jolicœur (Jolicure).

### Personnalités
- Arthur Bliss Copp (1870-1949), avocat et homme politique, né à Jolicœur ;
- George Ryan (1806-1876), homme politique, né à Pont-à-Buot.